# Cebú abisinio de cuernos cortos
El Cebú abisinio de cuernos cortos Bos primigenius indicus es una raza de Bos primigenius taurus encontrada en Etiopía.
Las sub-razas de esta raza son:
- Adwa
- Ambo
- Arsi (Arusi)
- Bale
- Goffa (Goffa Enano)
- Guraghe
- Hammer
- Harar
- Jem-Jem (Ganado negro de montaña)
- Jijiga
- Mursi
- Ogaden Zebu (Cebú de tierras bajas)
- Smada